# إيمي تشوا
إيمي تشوا (بالإنجليزية: Amy Chua) (و. 1962  م) هي محامية، وكاتِبة، وأستاذة جامعية، واقتصادية أمريكية، ولدت في تشامبيغن.

## التعليم
تعلمت في كلية هارفارد، وكلية هارفارد للحقوق.

## كتب
- العالم يحترق

## روابط خارجية
- إيمي تشوا على موقع IMDb (الإنجليزية)
- إيمي تشوا على موقع ميوزك برينز (الإنجليزية)
- إيمي تشوا على موقع قاعدة بيانات الفيلم (الإنجليزية)